# Aprobarbital
Aprobarbital (hoặc aprobarbitone), được bán dưới dạng Oramon, Somnifaine và Allonal, là một dẫn xuất barbiturat được phát minh vào những năm 1920 bởi Ernst Preiswerk. Nó có đặc tính an thần, thôi miên và chống co giật, và được sử dụng chủ yếu để điều trị chứng mất ngủ. Aprobarbital chưa bao giờ được sử dụng rộng rãi như các dẫn xuất barbiturat phổ biến hơn như phenobarbital và hiện nay hiếm khi được kê đơn vì nó đã được thay thế bằng các loại thuốc mới hơn với biên độ an toàn tốt hơn.
Xem thêm: Alphenal